# 마쓰바라 다다아키
마쓰바라 다다아키(일본어: 松原 忠明, 1977년 7월 2일 ~ )는 일본의 전 축구 선수이다.

## 구단 경력
1996년 J1리그의 시미즈 에스펄스에 입단했다. 1999년 일본 풋볼 리그의 잣코 TT로 이적했다. 2001년 J1리그의 도쿄 베르디로 이적했다. 2002년부터 2007년까지 오키나와 가리유시 FC와 FC 류큐에서 뛰었다. 2007년후 현역 은퇴.